# مارچلو میهالیک
مارچلو میهالیک (به ایتالیایی: Marcello Mihalich) بازیکن فوتبال و اهل ایتالیا است که از سال ۱۹۲۹ میلادی عضو تیم ملی فوتبال ایتالیا بوده و در ۱ بازی ملی حضور داشته‌است. او در بازی‌های ملی‌اش ۲ گل به ثمر رساند.
مارچلو میهالیک آخرین بازی ملی خود را در سال ۱۹۲۹ میلادی انجام داد.